# Мартийак
Мартийа́к (фр. Martillac) — коммуна во Франции, находится в регионе Аквитания. Департамент — Жиронда. Входит в состав кантона Ла-Бред. Округ коммуны — Бордо.
Код INSEE коммуны — 33274.
Коммуна расположена приблизительно в 510 км к юго-западу от Парижа, в 15 км южнее Бордо.

## Население
Население коммуны на 2008 год составляло 2331 человек.
| 1962 | 1968 | 1975 | 1982 | 1990 | 1999 | 2008 |
| ---- | ---- | ---- | ---- | ---- | ---- | ---- |
| 877  | 965  | 1090 | 1309 | 1652 | 2020 | 2331 |

## Администрация
| Период | Период | Фамилия                 | Партия                  | Примечания |
| ------ | ------ | ----------------------- | ----------------------- | ---------- |
| 1955   | 1989   | Эрве Корнет де Венанкур |                         |            |
| 1989   | 2001   | Клод Рузье-Туссен       |                         |            |
| 2001   | 2014   | Жан Клавери             | Социалистическая партия |            |

## Экономика
Два винодельческих хозяйства коммуны, Château Latour-Martillac и Château Smith Haut Lafitte, включены в классификацию Грава (Cru Classé de Graves) среди лучших производителей вин субрегиона Пессак-Леоньян.
В 2007 году среди 1535 человек в трудоспособном возрасте (15-64 лет) 1170 были экономически активными, 365 — неактивными (показатель активности — 76,2 %, в 1999 году было 74,6 %). Из 1170 активных работали 1094 человека (585 мужчин и 509 женщин), безработных было 76 (23 мужчины и 53 женщины). Среди 365 неактивных 154 человека были учениками или студентами, 111 — пенсионерами, 100 были неактивными по другим причинам.

## Достопримечательности
- Замок Рошморен[фр.] (XV век). Памятник истории с 1990 года[3]
- Романская церковь Нотр-Дам (XII век). Построена на месте древне-римского храма, посвящённого богу Марсу. Памятник истории с 1925 года[4]
- Акведук Бюдо. Построен в 1863 году, длина — 41 км.
- «Дуб Монтескьё». Имеет окружность 7 м и высоту 20 м.
- Замок Латур-Мартийак[фр.]

## Города-побратимы
- Биббона (Италия, с 2004)

## Фотогалерея

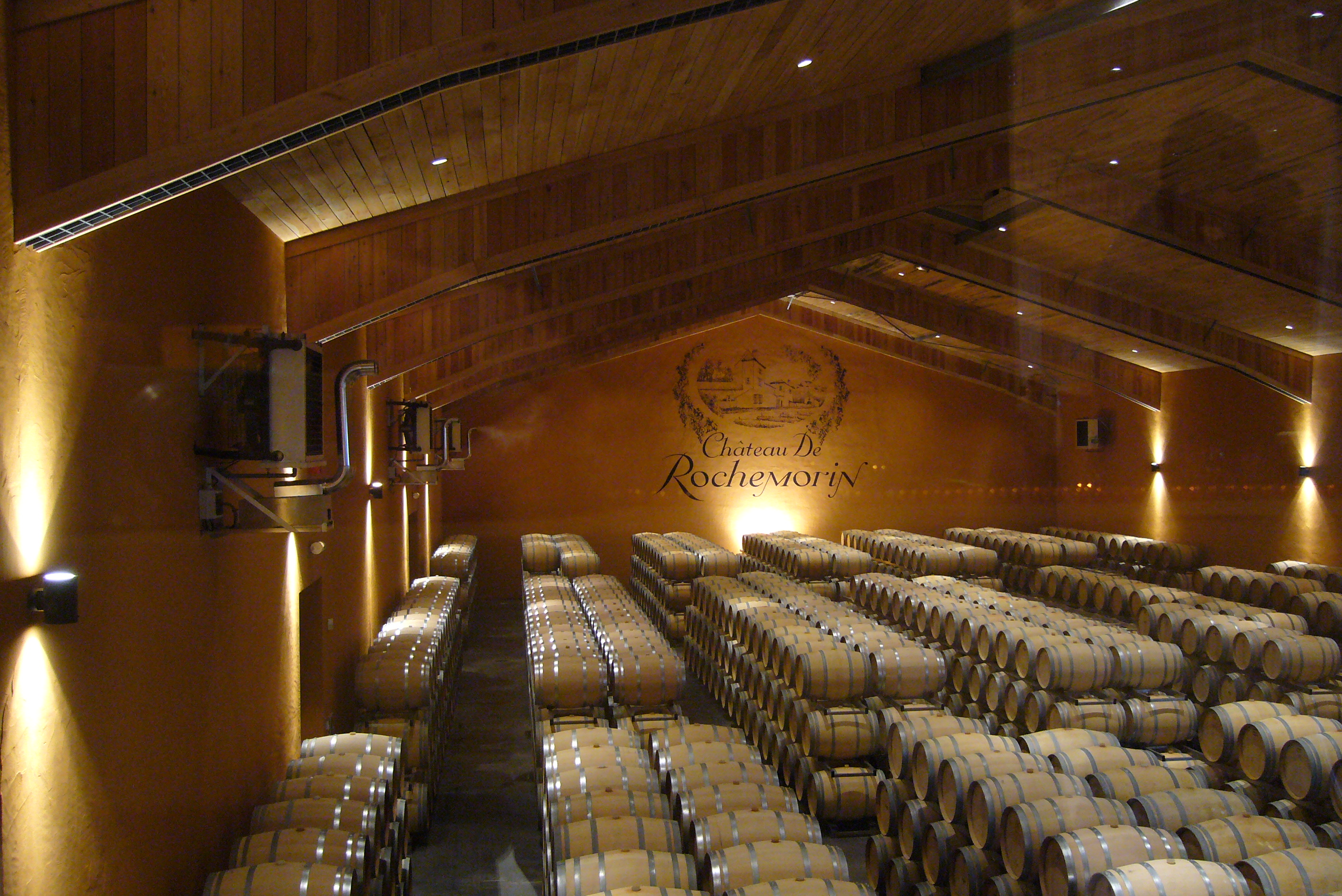
Винный погреб замка Рошморен
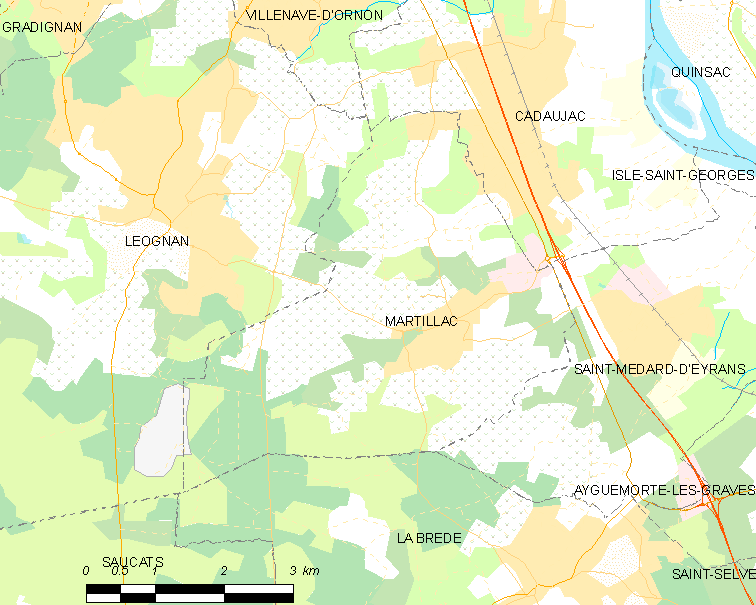
Карта коммуны